# Budkiv, Pustomîtî
Budkiv (în ucraineană Будьків) este un sat în comuna Stare Selo din raionul Pustomîtî, regiunea Liov, Ucraina.

## Demografie
Componența lingvistică a localității Budkiv
     Ucraineană (100%)
Conform recensământului din 2001, toată populația localității Budkiv era vorbitoare de ucraineană (100%).